# Anatolij Awdijewski
Anatolij Tymofijowycz Awdijewski (ukr. Анатолій Тимофійович Авдієвський, ur. 1933, zm. 2016) – radziecki i ukraiński chórmistrz, Ludowy Artysta ZSRR (1983). 
Członek KPZR od 1966. W 1958 ukończył Konserwatorium Odeskie, od 1966 był dyrektorem artystycznym i głównym dyrygentem Ukraińskiego Chóru Ludowego im. G. Verevki. Od 1980 kierownik katedry (od 1986 profesor) Kijowskiego Miejskiego Instytutu Szkolenia Nauczycieli. Autor utworów chóralnych, opracowań ukraińskich pieśni ludowych(1970) .